# Mick Garris
Pour les articles homonymes, voir Garris.
Mick Garris est un réalisateur, scénariste, producteur et acteur américain, né le 4 décembre 1951 à Santa Monica, en Californie (États-Unis). Il est connu entre autres pour ses adaptations télévisées de romans de Stephen King, ainsi que pour la création de la série télévisée Masters of Horror.

## Biographie
Mick Garris rencontre Steven Spielberg sur le tournage du film Les Goonies, dont il réalise le making-of. Spielberg lui propose alors de travailler comme réalisateur et scénariste sur la série télévisée Histoires fantastiques. Garris réalise et scénarise ensuite le film Critters 2 (1988), puis met en scène Psychose 4 (1990) pour la télévision. 
En 1992, il met en scène le film La Nuit déchirée, d'après un scénario de Stephen King, et fait ainsi la connaissance de l'écrivain, avec qui il se lie d'amitié. Il réalise par la suite plusieurs adaptations de Stephen King, à commencer par Le Fléau (The Stand), sous la forme d'une mini-série de 6 épisodes (diffusés sur ABC en 1994), adaptation d'une des œuvres les plus longues et complexes de l'écrivain. La mini-série, malgré des effets spéciaux qui ont mal vieilli, bat des records d'audience à la télévision américaine.
En 1997, il met en scène la version télévisée de Shining, version qui se rapproche plus de la vision de Stephen King, également scénariste et producteur sur ce projet, que le film réalisé par Stanley Kubrick en 1980.
En 2004, il réalise et scénarise Riding the Bullet, d'après la nouvelle de King Un tour sur le Bolid'. Malgré l'échec commercial du film, il considère que c'est son œuvre la plus personnelle, celle qui lui tient « le plus à cœur ».
Il est en 2005 l'initiateur de la série télévisée Masters of Horror. Après deux saisons, la série passe de Showtime à NBC et change de nom, devenant Fear Itself. Garris, déçu par la qualité des scénarios et par la censure exercée par NBC, se désengage alors de la série.
Il réalise ensuite deux autres adaptations télévisées de Stephen King : Désolation (2006) et La Maison sur le lac (2011), cette dernière étant considérée par les magazines Mad Movies et L'Écran fantastique comme son meilleur travail d'adaptation de l'écrivain,.
En 2012, il est le président du jury du Festival européen du film fantastique de Strasbourg. En 2014, il est membre du jury courts-métrages au 5e festival international du film fantastique d'Audincourt, Bloody week-end.
Il est marié à l'actrice Cynthia Garris depuis le 13 mai 1982, la faisant tourner dans plusieurs de ses productions.

## Filmographie

### Réalisateur
- 1986 : Histoires fantastiques (saison 2, épisode 7)
- 1988 : Critters 2 (Critters 2: The Main Course)
- 1988 : Freddy, le cauchemar de vos nuits (Freddy's Nightmares) (saison 1, épisode 3)
- 1990 : Psychose 4 (Psycho IV: The Beginning) (téléfilm)
- 1992 : La Nuit déchirée (Sleepwalkers)
- 1994 : Le Fléau (The Stand) (mini-série)
- 1994 : Les Contes de la crypte (saison 6, épisode 3)
- 1995 : New York Undercover (saison 1, épisode 15)
- 1997 : Shining (The Shining) (mini-série)
- 1997 : Quicksilver Highway (téléfilm)
- 1998 : L'Expérience fatale (en) (Host) (téléfilm)
- 2000 : Les Médiums (série télévisée, 3 épisodes)
- 2004 : Riding the Bullet
- 2005 : Les Maîtres de l'horreur (Chocolat, saison 1, épisode 5)
- 2006 : Les Maîtres de l'horreur (La Muse, saison 2, épisode 8)
- 2006 : Désolation (Desperation) (téléfilm)
- 2011 : La Maison sur le lac (Bag of Bones) (mini-série)
- 2013 : Pretty Little Liars (saison 4, épisode 5)
- 2014 : Ravenswood (série télévisée, 2 épisodes)
- 2014 : Witches of East End (saison 2, épisode 10)
- 2016 : Shadowhunters : (série télévisée, saison 1, épisode 2)
- 2016 : Dead of Summer : Un été maudit (série télévisée, 2 épisodes)
- 2017-2018 : Once Upon a Time (série télévisée, 2 épisodes)
- 2018 : Nightmare Cinema (en)

### Scénariste
- 1985-1987 : Histoires fantastiques (9 épisodes)
- 1988 : Critters 2 (Critters 2: The Main Course)
- 1989 : La Mouche 2 (The Fly II)
- 1993 : Hocus Pocus
- 1996 : Ghosts (court-métrage)
- 1997 : Quicksilver Highway
- 1998 : L'Expérience fatale (en) (téléfilm)
- 2004 : Riding the Bullet
- 2005-2006 : Les Maîtres de l'horreur (série télévisée, 4 épisodes)
- 2008 : Fear Itself (série télévisée, saison 1, épisode 1)
- 2018 : Nightmare Cinema (en)

### Producteur
- 1993 : Hocus Pocus
- 1997 : Quicksilver Highway (téléfilm)
- 1998 : L'Expérience fatale (en) (téléfilm)
- 2004 : Riding the Bullet
- 2005-2007 : Les Maîtres de l'horreur (série télévisée)
- 2006 : Désolation (Desperation) (téléfilm)
- 2011 : La Maison sur le lac (mini-série)
- 2018 : Nightmare Cinema (en)

### Acteur
- 1981 : Hurlements : l'homme au magazine de programmes TV
- 1994 : Le Fléau (The Stand) (mini-série) : Henry Dunbarton
- 1995 : Mort ou vif (The Quick and the Dead) : l'homme de main du jeune Herod
- 1996 : Les Stupides (The Stupids) de John Landis
- 1997 : Quicksilver Highway : un chirurgien
- 1997 : Shining (The Shining) : Hartwell
- 2004 : Riding the Bullet : Dr. Higgins
- 2005 : Gotham Cafe (court-métrage) : le père Callahan
- 2014 : Digging Up the Marrow (en) : lui-même
- 2015 : Tales of Halloween : le fantôme

## Récompenses et distinctions
- 1986 : Prix Edgar-Allan-Poe du meilleur épisode de série télévisée (pour l'épisode The Amazing Falsworth de la série Histoires fantastiques)
- 1992 : Fantafestival : prix de la meilleure réalisation pour La Nuit déchirée